# Villa nigriceps
Villa nigriceps är en tvåvingeart som först beskrevs av Macquart, Webb och Berthelor 1839.  Villa nigriceps ingår i släktet Villa och familjen svävflugor.
Artens utbredningsområde är Kanarieöarna. Inga underarter finns listade i Catalogue of Life.